# Pohlia aloysii-sabaudiae
Pohlia aloysii-sabaudiae là một loài rêu trong họ Bryaceae. Loài này được G. Negri mô tả khoa học đầu tiên năm 1908.